# Eutrichillus
Eutrichillus es un género de escarabajos longicornios de la tribu Acanthocinini.

## Especies
- Eutrichillus biguttatus (LeConte, 1852)
- Eutrichillus brevipilus Chemsak & Linsley, 1986
- Eutrichillus canescens Dillon, 1956
- Eutrichillus comus (Bates, 1881)
- Eutrichillus neomexicanus (Champlain & Knull, 1925)
- Eutrichillus pini (Schaeffer, 1905)